# Krieben
Krieben je naselje občine Cirkno v okraju Šmohor na Koroškem v Avstriji.